# 朝嵐大三郎
朝嵐 大三郎（あさあらし だいざぶろう、1943年7月8日 - 2023年4月2日）は、大阪府大阪市東淀川区出身で高砂部屋に所属した大相撲力士。本名は笹木 淳二（ささき じゅんじ）。現役時代の体格は183cm、117kg。最高位は東前頭12枚目（1969年5月場所）。得意手は右四つ、突っ張り、吊り、寄り、血液型はB型。

## 略歴
- 1959年 - 大阪市内の中学校を卒業後、上京し、高砂部屋に入門。
- 1959年3月場所 - 初土俵[1]。
- 1959年9月場所 - 「朝響」の四股名で、序ノ口に付く。
- 1964年5月場所 - 「朝嵐」と改名。
- 1966年7月場所 - 十両に昇進。
- 1968年9月場所 - 初日の和晃戦で、土俵内に落ちていたごみを土俵の外へ捨てに行ったところ、物言いが付き協議の結果「時間いっぱいの後に土俵を出たため戦意無しとみて反則負け」となった[1]。
- 1969年5月場所 - 新入幕。ただし、5勝10敗と大負けして1場所で十両に陥落し、幕内在位はこの1場所のみで終わった[1]。
- 1973年3月場所 - 幕下の地位にあったが、初日より休場し、千秋楽に現役引退を表明[1]。引退後は、年寄・高田川を襲名。のち、同・振分に名跡を変更している。
- 1995年6月 - 自身のサイドビジネスに絡み日本相撲協会の肖像権規定に違反し、委員から平年寄への2階級降格と、当年度一杯の謹慎処分を受ける（その後、1997年2月に委員に復帰）。
- 2008年7月7日 - 相撲協会を停年（定年）退職。
- 2008年10月22日 - 年寄「振分」の名跡を、武蔵川部屋の部屋付き年寄である、元横綱の武蔵丸親方に貸与していることが明らかとなった。
- 2010年4月7日 - 「振分」の名跡を、高砂一門の後輩に当たる高見盛に譲渡[2]。同年には、本名名義で自伝を出版したが、内容はさながら暴露本の様相を呈しており、主に部屋内部の金銭問題について扱われていた。
- 2013年10月6日 - 「振分」の名跡を譲渡した、元小結・高見盛の引退相撲・断髪式でハサミを入れた。
- 2023年4月2日 - 急性心筋梗塞のため、獨協医科大学埼玉医療センターで死去。79歳没[3]。

## エピソード
- 三段目上位の頃は白田山曰く「無敵」であったようであり、前の山は「それで幕下へ上がったときは、もうこの人、大関まで行っちゃうなと思ったね。十両なんか飛んで、すぐ幕内へ上がると思ったものね」とかつて期待していたことを1972年7月場所3日目に行われた高砂部屋同僚座談会で明かしていた[4]。
- 「朝嵐」は、かつて大関・2代朝潮が名乗っていた高砂部屋ゆかりの四股名で、それだけ期待もされていた。新弟子時代からしばらく名乗っていた「朝響」も出世名の1つであった。長身を生かしての寄り、吊りが武器であった[1]。だが、和晃戦でも見られたような潔癖さが災いしたのか、力士としては大成できなかった。[5]1967年11月場所千秋楽を7勝7敗で迎え、負けて7勝8敗として翌場所幕下に陥落したことは、後に本人が座談会で振り返っており、自ら「勝負に向いていない」「はっきり言って、気が弱い」と自己分析していた[4]。
- 和晃戦の反則負けは取組後に審判室で抗議するも判定は覆らず、師匠の高砂親方(元横綱・前田山)から「自分も(朝嵐と思いは)同じだが、これで忘れろ。一杯飲んで来い」と5万円を渡され、一夜で使い果たしたという[6]。
- 現役引退後暫くは相撲教習所配属の親方として、入門して間もない力士達の実技指導に当たった。独特の、奇声を発しながら竹刀を振り回す指導スタイルは、異例とも言える存在感を放っていた。
- 協会在職中に、東京都文京区湯島や同千代田区神田などで、相撲料理店「振分」を経営した。
- 自著には、小錦と6代高砂（元小結・富士錦）が不仲であるという主張が記述されている。1992年3月場所後に小錦が横綱昇進を見送られた際に、小錦が「人種差別のせい」と話したとされる（本人は、付け人が電話でなりすましたと主張）記事を巡って先代高砂が叱責したことで不仲が頂点に達したといい、それ以前からも祝儀の取り分を巡って意見が対立することが多かったという。また7代高砂（元大関・朝潮）についても「タニマチを紹介したのに、礼の1つも無かった」「高砂を継いだ後も、昼のちゃんこを他の親方と一度も食べたことが無い」などと否定的に記述されている。他にも、自身が停年を迎えた後にも年寄株・振分の一時金が債務として残っており高見盛に現金一括払いで返済してもらったことも明かしており、上述のちゃんこ屋も買い取らせるつもりであったという（こちらは実現しなかった）。
- 現役引退後は埼玉県草加市に住み、草加市内の全小学校に土俵を設置するなど、地域の相撲振興に尽力した[3]。
- 現役時代はテレビ番組と言えばクイズ番組を好んで見ていた[4]。
- 元々協会には残るつもりは無かったが、引退直前になって北の富士が持っていた年寄名跡・振分を自分が襲名し、北の富士は井筒を襲名することにしてくれないか、と頼み込み、協会残留を果たした[7]。

## 主な成績
- 通算成績：403勝425敗7休 勝率.487
- 幕内成績：5勝10敗 勝率.333
- 現役在位：82場所
- 幕内在位：1場所

### 場所別成績
| | 一月場所 初場所（東京） | 三月場所 春場所（大阪） | 五月場所 夏場所（東京） | 七月場所 名古屋場所（愛知） | 九月場所 秋場所（東京） | 十一月場所 九州場所（福岡） |
| --- | ----------------------- | ----------------------- | ----------------------- | --------------------------- | ----------------------- | --------------------------- |
| 1959年 （昭和34年） | x                       | （前相撲）              | （番付外）              | （前相撲）                  | 西序ノ口24枚目 4–4      | 東序二段148枚目 0–8         |
| 1960年 （昭和35年） | 東序ノ口11枚目 4–4      | 東序二段130枚目 4–4     | 東序二段106枚目 2–6     | 東序二段116枚目 5–2         | 東序二段71枚目 1–6      | 東序二段97枚目 2–5          |
| 1961年 （昭和36年） | 東序二段108枚目 5–2     | 西序二段43枚目 2–5      | 東序二段70枚目 4–3      | 西序二段27枚目 3–4          | 西序二段37枚目 6–1      | 東三段目84枚目 5–2          |
| 1962年 （昭和37年） | 東三段目43枚目 3–4      | 西三段目50枚目 4–3      | 西三段目38枚目 3–4      | 東三段目42枚目 5–2          | 西三段目6枚目 6–1       | 東幕下72枚目 2–5            |
| 1963年 （昭和38年） | 東幕下95枚目 5–2        | 西幕下65枚目 4–3        | 西幕下58枚目 2–5        | 東幕下71枚目 5–2            | 西幕下47枚目 3–4        | 東幕下54枚目 3–4            |
| 1964年 （昭和39年） | 東幕下58枚目 3–4        | 東幕下59枚目 1–6        | 西幕下84枚目 5–2        | 西幕下66枚目 4–3            | 西幕下57枚目 3–4        | 東幕下63枚目 4–3            |
| 1965年 （昭和40年） | 西幕下57枚目 4–3        | 西幕下50枚目 5–2        | 東幕下30枚目 4–3        | 西幕下26枚目 4–3            | 西幕下24枚目 5–2        | 東幕下10枚目 4–3            |
| 1966年 （昭和41年） | 東幕下7枚目 3–4         | 西幕下8枚目 5–2         | 西幕下2枚目 5–2         | 東十両18枚目 9–6            | 西十両9枚目 7–8         | 西十両9枚目 6–9             |
| 1967年 （昭和42年） | 西十両13枚目 6–9        | 東十両17枚目 5–10       | 西幕下9枚目 5–2         | 西幕下3枚目 6–1             | 西十両10枚目 6–9        | 東十両13枚目 7–8            |
| 1968年 （昭和43年） | 東幕下筆頭 4–3          | 西十両13枚目 3–12       | 東幕下5枚目 4–3         | 西幕下2枚目 5–2             | 西十両13枚目 8–7        | 東十両11枚目 9–6            |
| 1969年 （昭和44年） | 西十両5枚目 9–6         | 東十両筆頭 8–7          | 東前頭12枚目 5–10       | 西十両4枚目 6–9             | 東十両8枚目 8–7         | 西十両5枚目 7–8             |
| 1970年 （昭和45年） | 西十両7枚目 9–6         | 西十両3枚目 8–7         | 東十両2枚目 5–10        | 東十両9枚目 5–10            | 西十両13枚目 9–6        | 東十両9枚目 8–7             |
| 1971年 （昭和46年） | 西十両5枚目 6–9         | 西十両11枚目 4–11       | 東幕下7枚目 4–3         | 西幕下4枚目 4–3             | 西幕下筆頭 6–1          | 東十両11枚目 8–7            |
| 1972年 （昭和47年） | 東十両9枚目 6–9         | 東十両11枚目 8–7        | 西十両6枚目 6–9         | 西十両9枚目 8–7             | 東十両6枚目 7–8         | 東十両7枚目 5–10            |
| 1973年 （昭和48年） | 西十両11枚目 3–12       | 東幕下9枚目 引退 0–0–7  | x                       | x                           | x                       | x                           |
| 各欄の数字は、「勝ち-負け-休場」を示す。 優勝 引退 休場 十両 幕下 三賞：敢=敢闘賞、殊=殊勲賞、技=技能賞 その他：★=金星 番付階級：幕内 - 十両 - 幕下 - 三段目 - 序二段 - 序ノ口 幕内序列：横綱 - 大関 - 関脇 - 小結 - 前頭（「#数字」は各位内の序列） |                         |                         |                         |                             |                         |                             |

### 幕内対戦成績
| 力士名 | 勝数 | 負数 | 力士名 | 勝数 | 負数 | 力士名 | 勝数 | 負数 | 力士名 | 勝数 | 負数 |
| ------ | ---- | ---- | ------ | ---- | ---- | ------ | ---- | ---- | ------ | ---- | ---- |
| 魁罡   | 1    | 0    | 海乃山 | 0    | 1    | 高鉄山 | 0    | 1    | 大雄   | 0    | 1    |
| 大竜川 | 0    | 1    | 栃東   | 0    | 1    | 栃富士 | 1    | 0    | 福の花 | 0    | 1    |
| 二子岳 | 0    | 1    | 禊鳳   | 1    | 0    | 明武谷 | 0    | 1    | 義ノ花 | 0    | 1    |
| 若浪   | 1    | 0    |        |      |      |        |      |      |        |      |      |

## 改名歴
- 朝響 淳二（あさひびき じゅんじ）1959年9月場所 - 1964年3月場所
- 朝嵐 大三郎（あさあらし だいざぶろう）1964年5月場所 - 1973年3月場所（引退）

## 年寄変遷
- 高田川 大三郎（たかだがわ だいざぶろう）1973年3月 - 1973年5月
- 高田川 勇次（ - ゆうじ）1973年5月 - 1974年3月
- 振分 勇次（ふりわけ - ）1974年3月 - 2008年7月（停年退職）

## 著書
- 『大相撲 型破り交遊録』（発行元：グローバルエディット）